# Force de la Géorgie
Stade
Le Force de la Géorgie (en anglais : Georgia Force) était une franchise américaine de football américain en salle évoluant en Arena Football League entre 2002 et 2012. Basés à Atlanta (Géorgie), les Force jouaient à l'Arena at Gwinnett Center, enceinte de 11 500 places.
La franchise joue et perd l'ArenaBowl en 2005.

## Saison par saison
| Saison | Vic. | Déf. | Nuls | Class.            | En playoffs               |
| 2002   | 6    | 8    | 0    | 4e NC Southern    | --                        |
| 2003   | 8    | 8    | 0    | 3e NC Southern    | Défaite au 2e tour        |
| 2004   | 7    | 9    | 0    | 5e NC Southern    | --                        |
| 2005   | 11   | 5    | 0    | 1er NC Southern   | Défaite à l'ArenaBowl XIX |
| 2006   | 8    | 8    | 0    | 3e NC Southern    | Défaite au 2e tour        |
| Totals | 44   | 41   | 0    | (inclus playoffs) | (inclus playoffs)         |